# Vens södra udde
Vens södra udde är en fyr som ligger på ön Vens södra udde. Den är byggd 1941 av betong och 8,5 m hög. Fyren är belägen på ett öppet fält, ca 1 km sydväst om samhället Bäckviken.